# Calum Langmuir
Calum Langmuir (* 4. November 2002) ist ein britischer Skirennläufer.

## Karriere
Langmuir stammt aus Nethy Bridge in Schottland. Im Alter von 14 Jahren zog er in die USA um seine sportlicher Karriere zu fördern. Er gab sein internationales Renndebüt am 7. Dezember 2018 bei einem FIS-Slalom im Sunday River Resort. 
Sein erstes internationales Großereignis bestritt 2023 bei den Juniorenweltmeisterschaften in St. Anton am Arlberg, wobei er seine beste Platzierung im Mannschaftswettbewerb mit Rang 15 erreichte. Nur wenige Wochen später nahm er in Courchevel bzw. Méribel an seinen ersten Weltmeisterschaften teil. Im Super-G erreichte er den 38. Platz, im Riesenslalom schied er aus.

## Erfolge

### Weltmeisterschaften
- Courchevel/Méribel 2023: 38. Super-G, DNF Riesenslalom
- Saalbach 2025: 14. Mannschaft, 41. Riesenslalom, DNQ Slalom

### Juniorenweltmeisterschaften
- St. Anton am Arlberg 2023: 15. Mannschaft, 17. Super-G, 32. Abfahrt, 48. Riesenslalom, DNF Slalom

### Nor-Am Cup
- Eine Platzierung unter den besten 10

### Australian New Zealand Cup
- Eine Platzierung unter den besten 10

### Weitere Erfolge
- Ein Sieg bei einem FIS-Rennen